# ایموننی
ایموننی (به لاتین: Imunny) یک منطقهٔ مسکونی در روسیه است که در داغستان واقع شده‌است.